# 사우디아라비아 주도 연합군의 예멘 개입
사우디아라비아 주도 연합군의 예멘 개입은 2015년 사우디아라비아를 중심으로 예멘 내전의 결과에 영향을 받은 중동 국가들이 결성한 동맹군의 작전이다. 단호한 폭풍 작전(عملية عاصفة الحزم `Amaliyyat `Āṣifat al-Ḥazm)으로 명명된 초기 개입은 폭격 작전과 해상 작전, 그리고 예멘으로의 지상 병력 투입으로 구성되었다. 사우디 주도 동맹군은 이란의 지지를 받는 후티와 예멘의 대통령 알리 압둘라 살레에 충성하는 자들의 거점을 공격했다. 후티는 압드라보 만수르 하디 대통령의 정부를 공식적으로 지지하고 있는 상황이었다.

## 개요
압드라보 만수르 하디는 2012년 예멘 대통령 선거에서 경쟁자 없이 승리했다. 군대는 알리 압둘라 살레와 그의 아들 아흐메드와 관련이 있었지만 살레의 충성파들은 폭력에 의지했고 살레는 그의 오랜 적수인 "후티 반군"과 긴밀한 관계를 구축하기 시작했다. ", 새로운 대통령 압드라보 하디에게 충성하는 군대에 대한 합동 공격을 시작하기 위해 성장하는 힘을 이용한다.
2014년과 2015년 일련의 후티 시위를 통해 후티는 하디 대통령에 반대하는 쿠데타를 일으켜 9월 21일 사나를장악했고, 알리 압둘라 살레 관련 세력은 후티의 군사 작전과 지방 확장을 도왔고, 사나를 습격한 날 밤, 하디 정부와 후티 반군 사이에 평화와 국가적 협력 협정이라는 정치적 협정이 체결되었고, 이 협정은 새로운 시대에 권력 공유 협정의 개요를 제시할 목적으로 작성되었다. 정부와 후티는 수도 사나에 대한 통제권을 확대하기 위한 협정을이용했다.
2015년 1월 19일 후티 반군은 하디 대통령의 집을 공격하고 총리가 거주하는 대통령궁을 포위하고 군부대와 대통령궁, 미사일 기지를 습격했다. 대부분의 정부 장관과 알후티는 전체 인민 대표 대회를 통해 주지사를 임명했다. 지방 의회에서 그들은 정부 언론사 본부를 습격하여 반대자들에 대한 선전을 퍼뜨리는 데 사용했으며 석유 회사 본사를 습격하고 경영진을 교체했다. 그들에게 충성파를 임명했고 그들이 부통령인 하디 대통령에게 압력을 가했다는 보고가 있었다.  압드 랍보 만수르 하디 대통령과 칼레드 바하 총리는 1월 22일 사직서를 제출했고, 의회는 헌법에 명시된 대로 사직서를 수락하거나 거부하는 회기를열지 않았고, 후티 반군은 2월 6일 개헌 선언문을 발표했으며, 의회를 해산하고 무함마드 알리 알 후티가 이끄는혁명위원회에 국가를 이끌 권한을 부여했다.  군사적 성공과 일반 인민 대표 대회와의 동맹에도 불구하고 쿠데타는 광범위한 국내 및 국제 반대에 직면했다.  사임한 하디 대통령과 총리는 사임 이후 후티 반군에 의해 부과된 가택연금 상태에 있었고, 하디는 가택연금에서 탈출해 2월 21일 아덴으로 향했고, 그곳에서 하디는 의회에 보낸 서한에서 사임을 철회했고, 알후티 쿠데타가 불법이라고 선언했다.  그는 "후티 민병대가 사나를 점령한 9월 21일이후 내려진 모든 결정은 무효이며 정당성이 없다"고 말했다.  유엔 안보리와 미국 재무부는 알리 압둘라 살레와후티 고위 지도자들을 제재하기로 결정했다.  안전보장이사회는 과도기를 훼손하는 자들에 대한 제재를 위협하는결의안 2051호를 발표했다.  살레는 그의 자녀들과 친척들과 함께 과도기를 방해하려 했다는 이유로 유엔과 여러서방 대사관들로부터 비난을 받았다.
3월 19일 발발한 아덴 공항 전투 이후 후티 반군은 일부 군부 지도자들의 지원을 받아 남부 주와 하디 대통령의요새, 그리고 제3의 도시인 타이즈 시를 장악하는 내전을 시작했다. 예멘은 큰 저항 없이 함락되었고 3월 25일 알리 압둘라 살레에게 충성하는 세력이 공항을 장악했다. 2015년 3월 말부터 예멘 국경에 군대를 집결하기 시작했고, 이에 대해 한 후티 지도자는 사우디아라비아가 개입하면 대응하겠다고 자랑했고, 예멘에서는 리야드를 장악할때까지 반격이 멈추지 않을 것이다.
하디는 사나에서 아덴으로 도피한 후 2015년 3월 24일 안보리에 서한을 제출하여 "적법한 권위를 보호하고 예멘을 보호하며 후티의 침략."  하디는 사우디아라비아가 주도하는 결정적 폭풍을 몰랐고, 이후 아부다비 채널과의인터뷰에서 이를 밝혔다.  3월 25일 아델 알주바이르 미국 대사는 워싱턴에서 후티 반군에 대한 공습의 시작을 발표하고 연설에서 미군과 병참 지원이 있음을 분명히 했다.  3월 26일 사우디 알-에흐바리야 채널은 하디 대통령이 리야드에 도착해 모하메드 빈 살만 빈 압둘아지즈 알 사우드 국방장관을 영접했다고 보도했다.  하디는 3월28~29일 샤름 엘 셰이크에서 열리는 아랍연맹 정상회의에 참석하기 위해 이집트로 떠났고 하디 대통령은 후티쿠데타를 격퇴하기 위해 국제적 개입을 거듭 촉구했다.

## 타임라인
사우디아라비아가 오만 술탄국을 제외한 아랍에미리트, 바레인, 카타르, 쿠웨이트 등 걸프협력회의 국가들에 더해결정적 폭풍 작전 개시를 발표했다.  요르단, 이집트, 모로코, 수단 및 파키스탄이 참여한다.
사우디아라비아 왕국은 예멘에서 전투기 100대와 군인 15만 명과 함께 참여하고, 아랍에미리트가 참여함에 따라이집트, 모로코, 요르단, 수단, 쿠웨이트, 아랍에미리트, 카타르, 바레인의 전투기가 작전에 참여한다. 전투기 30대, 쿠웨이트 15대, 바레인 15대, 카타르 10대, 요르단과 모로코가 각각 6대, 수단도 4대로 참가한다.
사우디 주도 연합군은 예멘 영공이 통제구역임을 밝히고 3월 26일 예멘 전역에 걸쳐 모든 군부대와 창고 및 기지, 미사일 여단 주둔지를 대상으로 공습을 시작했고 4월부터 저항군 보급을 시작했다. 낙하산을 통해 무기를 들고 Aden과 Taiz에서 4월 20일 Sana'a의 Faj Attan 산에서 공습으로 90 명이 사망했다.  사우디 국방부는 4월21일 사우디 안보에 위협이 되는 탄도 무기와 중화기를 제거한 후 결정적인 폭풍 작전을 종료한다고 발표했다.  그리고 희망회복작전이라는 이름으로 새로운 국면의 시작을 알렸다.  살만 국왕은 사우디 방위군에게 예멘의 결정적인 폭풍 작전에 합류하라고 명령했다.  Abd Rabbo Mansour Hadi 대통령에게 TV로 중계된 연설에서 그는 자신의 요청에 따라 공습을 중단했으며 예멘의 정당성을 지지한 아랍 연합에 감사를 표했다.  결정적 폭풍 종식 선언에도 불구하고 공습과 해상 공습은 멈추지 않았고, 이란은 군사작전 중단을 환영하며 전쟁으로 폐허가 된 예멘의'진보'라고 표현했다.
5월 초 휴먼 라이츠 워치는 사우디아라비아가 국제적으로 금지된 집속탄을 사용하여 사다 주의 알 아마르 지역을폭격했다고 비난했고 인도적 지원을 제공하기 위해 5월 13일 인도주의적 휴전이 시작되었다. 연합군은 2015년 7월 14일부터 예멘, 사우디, 에미리트 군인들이 참여하는 "황금 화살 작전"으로 불리는 아덴에서 지상 작전을 시작했다. 공습을 지원하는 Aden시 Lahj 주와 Shabwa 주에있는 두 개의 군사 기지에 대한 공격을 시작했다.  그 군대는 포위 후 Lahj 주의 Al-Anad 공군 기지를 습격하여 통제를 완료했으며, 군대는 Aden과 Lahj, Al-Dhalea, Shabwa 및 Abyan의 남부 주 대부분을 통제할 수 있었다.  이들 세력은 후티 반군과 대규모 전투가 벌어지고 있는 타이즈와 알바이다 주 경계에 주둔했고, 사우디아라비아는 대규모 군사력 증강을 목격하고 있는 마리브 주에서예멘군을 지원했고, Al-Wadiah 국경 교차로에서 오는 새로운 군용 배치와 장갑차, 군용 차량, 중화기, 대포 및 헬리콥터가 포함된 증원군이 있다.  Houthis는 지대지 미사일로 Marib의 캠프를 표적으로 삼아 Emiratis, Yemenis, Saudis 및 Bahrainis를 포함하여 거의 100 명의 군인을 죽였다. 수단은 2개 배치의 수단 병사를 아덴에 파견했으며, 첫 번째 배치는 2015년 10월 17일에, 두 번째 배치는 10월 19일 월요일에 도착했다. 하르툼(수단의 수도)이 연합군을 지원할 준비가 되었다고 발표한 후 병력 수는 500명으로 늘어났다. 요청이 있을 때마다6,000명의 전투기를 동원한다.  수단군은 사우디, 에미레이트, 예멘군과 합류하여 아덴 시를 확보하고 아마도 타이즈 주를 향해 진군하는 데 참여했다.
2016년 2월 초, 정부군은 파르다트 님(Fardat Nihm) 지역으로 진격하여 수도 사나(Sana'a) 인근의 312 기갑여단 진영을 되찾았다. 1년 넘게 국내에서 벌어지고 있는 내전과 오는 18일 시작될 예정인 쿠웨이트에서의 전향적협상 시작, 올 4월 쿠웨이트에서.  휴전 선언에도 불구하고 충돌은 계속되었고, 사나 동쪽의 넴 지역에서는 휴전개시 선언 이후 충돌이 격화되었다.  2016년 3월 9일, 포로 교환 후 예멘-사우디 국경에서 휴전이 선언되었으며, 사우디아라비아는 예멘 포로 7명을 대가로 사우디 상병을 받았다.  2016년 3월 27일 일요일, 사우디아라비아와두 번째로 포로 교환이 이루어졌다. 여기서 후티 반군은 후티 반군 포로 109명을 석방하는 대가로 사우디 포로 9명을 넘겨주었다.  사우디와 UAE군은 2016년 4월 24일 무칼라를 기지에서 복원하는 것을 지원했다. 2016년 10월 초, 정부군이 "알바카 국경 통과"에서 진격하면서 사다 주정부가 처음으로 지상전선에 진했다. 사우디 아라비아와 함께 사다 주에 진입했고 국장의 지역 알-바카 공항을 장악했다.
2016년 10월 8일 수도 사나 남쪽의 조문실에서 폭발이 일어나 140명 이상이 숨지고 525명이 다쳤다.  10월20일, 유엔 예멘 특사 이스마일 울드 셰이크 아흐메드(Ismail Ould Cheikh Ahmed)가 발표한 여섯 번째 72시간 휴전이 예멘에서 시작되었다.

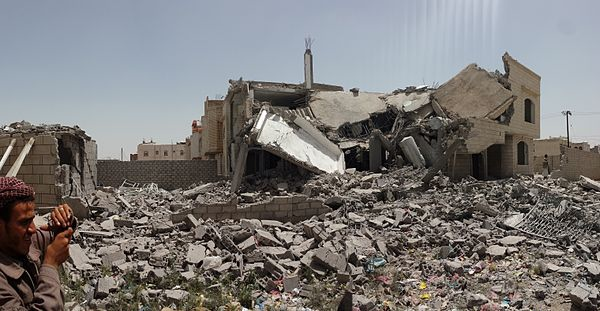
2015년 6월 12일 연합군이 수배한 일부 무기와 사람들이 포함된 후티 지도자의 파괴된 집

## 국제적 반응

### 찬성적
아랍 국가 연맹, 이슬람 협력 기구, 무슬림 세계 연맹은 예멘에서 후티 반군에 대항하는 작전에 대한 지지를 표명했으며, 이집트는 필요한 경우 이집트 공군, 해상 및 지상군에 참여하겠다는 지지와 희망을 표명했다. 미국은 직접적인 군사 행동 없이 작전 지원과 정보 지원 참여를 발표했다. 지지 수단, 모로코, 팔레스타인, 레바논, 리비아, 튀니지, 지부티, 소말리아, 모리타니, 아프가니스탄은 합법성을 지지해 달라는 하디 대통령의 요청에 대해 예멘이 안정과 통합을 회복할 때까지 군사 작전과 걸프 국가들의 대응에 대한 지지를 표명했다. 영국, 프랑스, 터키, 벨기에, 독일, 파키스탄, 기니, 세네갈, 말레이시아, 캐나다, 스페인, 방글라데시는 사우디 주도의 예멘 군사 작전에 대한 지지를 표명했다.

### 중립적
- 알제리: 알제리 외무장관은 자신의 나라가 예멘에서 평화적 해결을 약속한다고 말했다.
- 유럽 연합: 유럽 연합은 후티가 용납할 수 없는 조치를 취하고 있다고 비난하고 협상 복귀를 요구했으며 유엔의 노력에 대한 지지를 표명했다.
- 파키스탄: 파키스탄 의회는 예멘에서 진행 중인 분쟁에서 중립을 유지하기로 결정했다. 파키스탄 국방부 장관은 파키스탄이 후티 반군에 대한 군사적 지원을 약속하지 않았으며 사우디아라비아의 안전에 대한 위협에 직면하여 사우디아라비아를 방어하겠다고 약속했다고 말했다.
- 러시아: 러시아는 모든 적대 행위의 중단을 촉구하고 예멘 위기 해결에 기여할 준비가 되어 있음을 표명했다. 러시아는 결정적인 폭풍 작전의 중단과 민간인 대피 및 인도적 지원 제공을 위한 "인도주의적 일시 중지" 시행을 요청하는 각서를 유엔에 제출했다.
- 일본: 일본 외무성은 후티 반군에 대한 군사작전의 이유에 대해 이해를 표명했다.일본 외무성 대변인은 예멘 정당 간의 대화 노력을 지지하며 지역적 노력이 예멘의 긴장 완화는 성공할 것이다.

### 반대적
- 중국: 중국은 이 과정에 반대를 표명하고 예멘의 상황 악화에 대해 "매우 우려한다"고 말하면서 모든 당사국이 예멘에 대한 유엔 안보리 결의를 준수하고 대화를 통해 분쟁을 해결할 것을 촉구했다.
- 이란: 이란 외무부는 예멘 공습을 "국제법과 규범에 위배되는 위험한 공격"이라고 비난했다. 그리고 이란 외무장관은 테헤란의 핵 파일에 대한 협상과 별도로 스위스 로잔에서 예멘 문제에 대해 미국 측과 논의했다.
- 이라크: 이라크는 결정적 폭풍의 종식을 촉구하며 우려를 표명하고 국제사회에 예멘인들을 구해줄 것을 촉구했다. 기존의 복잡한 상황에서 정치적 솔루션 채택이다.
- 시리아: 시리아 당국은 이번 작전을 "노골적인 침략"이라고 표현하고 예멘의 위험한 발전에 대해 깊은 우려를 표명했다.

## 같이 보기
- 북예멘 내전
- 사우디아라비아-이란 대리 분쟁
- 카타르 외교 위기

## [pʰ] [bʱ] [tʰ] [dʱ] [kʰ] [ɡʱ]
https://defense-arab.com/vb/forums/75/page-2